# Lineární logika
Lineární logika je verze formální logiky, v níž při odvození dochází k vyřazení antecedentu z množiny formulí. Máme-li například
{\displaystyle \{A\}}
a pravidlo (lineární implikaci)
{\displaystyle A\multimap B},
můžeme odvodit
{\displaystyle \{B\}},
tj. A "zmizí" a není již k dispozici pro další pravidla.
Používá se zejména při zpracování přirozeného jazyka pro generování logické reprezentace vět (poprvé byla pro tuto úlohu použita v lexikálně-funkční gramatice).
Například význam slovesa věty John loves Mary lze vyjádřit takto:
{\displaystyle \forall X,Y.f(subj)\rightsquigarrow X\multimap f(obj)\rightsquigarrow Y\multimap f\rightsquigarrow love(X,Y)}
Protože v lineaární logice platí {\displaystyle \phi _{1}\multimap \phi _{2}\multimap \psi \equiv \phi _{1}\otimes \phi _{2}\multimap \psi } a lineární konjunkce je komutativní, lze stejný konstruktor významu použít beze změny také například pro topikalizovanou verzi stejné věty Mary, John loves.